# Salima Ikram
Salima Ikram (in urdu سلیمہ اکرام‎?; Lahore, 1965) è un'archeologa ed egittologa pakistana.

## Biografia
Salima Ikram è nata a Lahore, in Pakistan, nel 1965. Un viaggio in Egitto all'età di nove anni la affascinò al punto da spingerla a diventare egittologa. Ha studiato archeologia ed egittologia al Bryn Mawr College in Pennsylvania (USA), laureandosi in Archeologia Classica e del Vicino Oriente e in Storia; in seguito ha ottenuto un Master of Philosophy e il dottorato in Egittologia e in Studi Museali all'Università di Cambridge con una tesi intitolata Choice cuts: meat production in Ancient Egypt. Durante il conseguimento del dottorato si è dedicata allo studio dei resti animali. Attualmente vive al Cairo, dove dal 2001 è insegnante di egittologia all'Università Americana del Cairo. Ha supervisionato scavi al Tempio di Aton di Karnak, a Buto, nel delta del Nilo e a Giza. Ha eseguito scavi archeologici e studi su resti animali a Dahshur, Saqqara, Tell el-Muqdam, Gebel el-Haridi, nelle tombe KV10 e KV5 e in vari altri luoghi fuori dall'Egitto. Come esperta di resti animali ha identificato migliaia di ossa nei siti archeologici. È corrispondente per Kmt, una nota rivista egittologica, e contribuisce frequentemente a Egyptology Today. È codirettrice dell'Animal Mummy Project al Museo egizio del Cairo. Dal 2001, insieme a Corinna Rossi, dirige il North Kharga Oasis Survey (NKOS).
Nel 2017 è stata eletta come membro onorario internazionale nell'American Academy of Arts and Sciences.
Nel 2018, Ikram ha partecipato a Tenerife (Spagna), al congresso internazionale Athanatos. Inmortal. Muerte e inmortalidad en las poblaciones del pasado. Durante questo congresso c'è stata una mostra di mummie provenienti da diverse parti del mondo, tra cui le mummie guance degli antichi abitanti dell'isola di Tenerife, con una tecnica simile alle mummie egiziane.

## Premi
Premio di eccellenza nella ricerca conferitole nel 2006 dall'Università Americana del Cairo.

## Pubblicazioni
- alcuni capitoli in Paul Nicholson, Ian Shaw, Ancient Egyptian Materials and Technology, Cambridge University Presse, Cambridge, 2009, ISBN 9780521120982
- Choice Cuts: Meat Production in Ancient Egypt, Lovanio, Peeters, 1995
- Death and Burial in Ancient Egypt, Longman, 2003
- Divine Creatures: Animal Mummies In Ancient Egypt, American University in Cairo Press, 2005
- Encyclopedia of Ancient Egypt, New York, OUP
- (con Aidan Dodson), The Mummy in Ancient Egypt: Equipping the Dead for Eternity, New York, Thames & Hudson; Cairo, AUC Press, 1998
- Non Human Mummies Catalog, American University in Cairo Press, 2003
- Pyramids, Cairo, Zeitouna
- (con Aidan Dodson), Royal Mummies in the Egyptian Museum, Cairo, Zeitouna; American University in Cairo Press, 1997
- (con Aidan Dodson), The Tomb in Ancient Egypt, Londra e New York, Thames & Hudson; Cairo, AUC Press, 2008
- Antico Egitto, Ananke, Torino, 2013; Kemet, Torino, 2016 (originale: Ancient Egypt: An Introduction, Cambridge University Press, Cambridge, 2009)
- voce "Diet" in Oxford Encyclopedia of Ancient Egypt, New York, Oxford University Press, 2001, ISBN 9780195102345
- (con Jessica Kaiser, Roxie Walker), Egyptian Bioarchaeology: Humans, Animals, and the Environment, Cambridge, Cambridge University Press, 2015, ISBN 9789088902888

### Pubblicazioni egittologiche destinate ai bambini
- Egyptology, Amideast, 1997
- In Ancient Egypt: Gods and Temples, Hoopoe Books Ltd., Los Altos (California), 1998
- In Ancient Egypt: Mummies and Tombs, Hoopoe Books Ltd., Los Altos (California), 1998
- Pharaohs, Amideast, 1997
- Land and People, Amideast, 1997